# 코너 스윈델스
코너 스윈델스(영어: Connor Swindells, 1996년 9월 19일 ~ )는 잉글랜드의 배우이다. 2019년부터 방영중인 드라마 《오티스의 비밀 상담소》에서 애덤 그로프 역으로 잘 알려져 있다.

## 출연 작품
- 엠마 (2020)
- 드랍 더 비트 (2019)
- 키퍼스 (2018)